# ATP Challenger Chengdu
Das ATP Challenger Chengdu (offizieller Name: International Challenger Chengdu) war ein Tennisturnier in Chengdu, das zwischen 2016 und 2019 ausgetragen wurde. Es war Teil der ATP Challenger Tour und wurde im Freien auf Hartplatz gespielt.

## Liste der Sieger

### Einzel
| Jahr | Sieger      | Finalgegner           | Ergebnis        |
| ---- | ----------- | --------------------- | --------------- |
| 2019 | Chung Hyeon | Yūichi Sugita         | 6:4, 6:3        |
| 2018 | Zhang Ze    | Henri Laaksonen       | 2:6, 5:2 aufgg. |
| 2017 | Lu Yen-hsun | Jewgeni Donskoi       | 6:3, 6:4        |
| 2016 | Jason Jung  | Rubén Ramírez Hidalgo | 6:4, 6:2        |

### Doppel
| Jahr | Sieger                          | Finalgegner                     | Ergebnis          |
| ---- | ------------------------------- | ------------------------------- | ----------------- |
| 2019 | Arjun Kadhe Saketh Myneni       | Nam Ji-sung Song Min-kyu        | 6:3, 0:6, [10:6]  |
| 2018 | Gong Maoxin (2) Zhang Ze (2)    | Michail Jelgin Jaraslau Schyla  | 6:4, 6:4          |
| 2017 | N. Sriram Balaji Vishnu Vardhan | Hsieh Cheng-peng Peng Hsien-yin | 6:3, 6:4          |
| 2016 | Gong Maoxin (1) Zhang Ze (1)    | Gao Xin Li Zhe                  | 6:3, 4:6, [13:11] |